# 小行星1011
小行星1011（1011 Laodamia）是一颗围绕太阳公转的小行星。
該小行星以希臘神話的人物拉俄達彌亞命名。

## 参数
这颗小行星的绝对星等为12.74等，自转周期为5.17247小时。